# Матилда Плантагенет
Матилда Плантагенет (на немски: Mathilde Plantagenet; на английски: Matilda of England, * 1156 в Уиндзорски замък, Бъркшир, Англия, † 28 юни 1189 в Брауншвайг) e английска принцеса и съпруга на Хайнрих Лъв, херцог на Саксония и Бавария.
Матилда е третото дете и най-голяма дъщеря на английския крал Хенри II и Елеонор Аквитанска. Сестра е на английските крале Ричард I Лъвското сърце и Джон Безземни и на кастилската кралица Елинор Плантагенет.
През 1165 г. Матилда е сгодена за херцога на Саксония и Бавария – Хайнрих Лъв († 6 август 1195) от фамилията на Велфите, който през 1162 г. се развел с първата си съпруга Клеменция от Церинген. В края на септември 1167 г. единадесетгодишната Матилда напуска Англия с три кораба, натоварени със зестрата ѝ, придружавана от майка си до Нормандия, и пристига в Германия при своя почти с 30 години по-стар годеник. Венчана е за Хайнрих на 1 февруари 1168 г. в Минден от епископ Вернер. Празненствата се състоят в Брауншвайг. Чрез голямата зестра велфският херцог става един от най-богатите немски князе.

## Деца
Двамата имат пет деца:
- Рихенза (1172 – 1204), също наричана Матилда, която била омъжена за Жофруа III дьо Перш, граф на Перш, и за Ангеран III де Куси
- Хайнрих Старши (1173 – 1227), пфалцграф на Рейн (1195 – 1212)
- Лотар от Бавария (* 1174, † 1190)
- Ото IV (* 1175/1176, † 1218, император на Свещената Римска империя (1209 – 1218) и херцог на Швабия (1175 – 1218)
- Вилхелм (* 1184, † 1213), херцог на Люнебург

Матилда има и три други деца:
- Елеанор (* 1178), умира млада
- Ингибиорг (* 1180); умира млада
- син (* и † 1182)

Матилда е погребана до съпруга си в криптата на катедралата в Брауншвайг. Изследването на тленните ѝ останки показва, че е била ниска, с тъмни коси и е страдала от аномалия на кръста.